# Grb Osijeka
Grb Grada Osijeka ima oblik stiliziranog štita čija je visina u odnosu na širinu 5:4. U središnjem dijelu grba naglašen je most na tri luka preko rijeke Drave. Na sredini tog mosta uzdiže se pravokutna kula s tri kruništa, s dva pravokutna prozora i s jednim pravokutnim vratima. Na srednjem kruništu je štit na kojem je simbol ruke s isukanom sabljom. Četiri osnovne boje grba jesu: kobalt-modra, cinober-crvena, zlatna i srebrna. Površina iznad i ispod mosta i kule je kobalt-modre boje. Ruka u štitu na grbu i obris šake su cinober-crvene boje. Rubovi grba i šaka u štitu na grbu su boje zlata. Most, kula, rub štita u grbu i sablja su srebrne boje.
Grb se temelji na onome koji je gradu podijelio 1809. godine kralj Franjo I.
Grb Grada Osijeka nalazi se na zastavi Grada koja je bijele i kobalt-modre boje. Odnos dužine i širine zastave je 2:1, a boje su okomito položene u odnosu na koplje, tako da bijela boja dolazi na vrh koplja, a ako se zastava stavlja bez koplja, tada bijela boja dolazi s lijeve strane, gledajući u zastavu. U sredini zastave nalazi se grb grada Osijeka. Visina grba u odnosu na visinu zastave je 1:4.